# Duché de Palatinat-Soulzbach
1557–1808
Entités précédentes :
- Duché de Palatinat-Neubourg

Entités suivantes :
- Royaume de Bavière

Le Palatinat de Soulzbach (allemand : Pfalz-Sulzbach) fut un État du Saint-Empire, issu du duché de Palatinat-Neubourg, dirigée par la famille des Wittelsbach de Bavière. Il est situé dans le Haut-Palatinat et sa capitale se trouvait dans la cité de Soulzbach ; il acquit ensuite les territoires de Pleystein en 1764, et de Hälfte am Gemeinschaftsamt Parkstein-Weiden (en 1714), et également Floß et Vohenstrauß.

## Historique
Après le règne des comtes de Soulzbach, entre le XIe et le XIVe siècle, en 1305 le territoire entre dans les domaines des palatins de la maison de Wittelsbach.

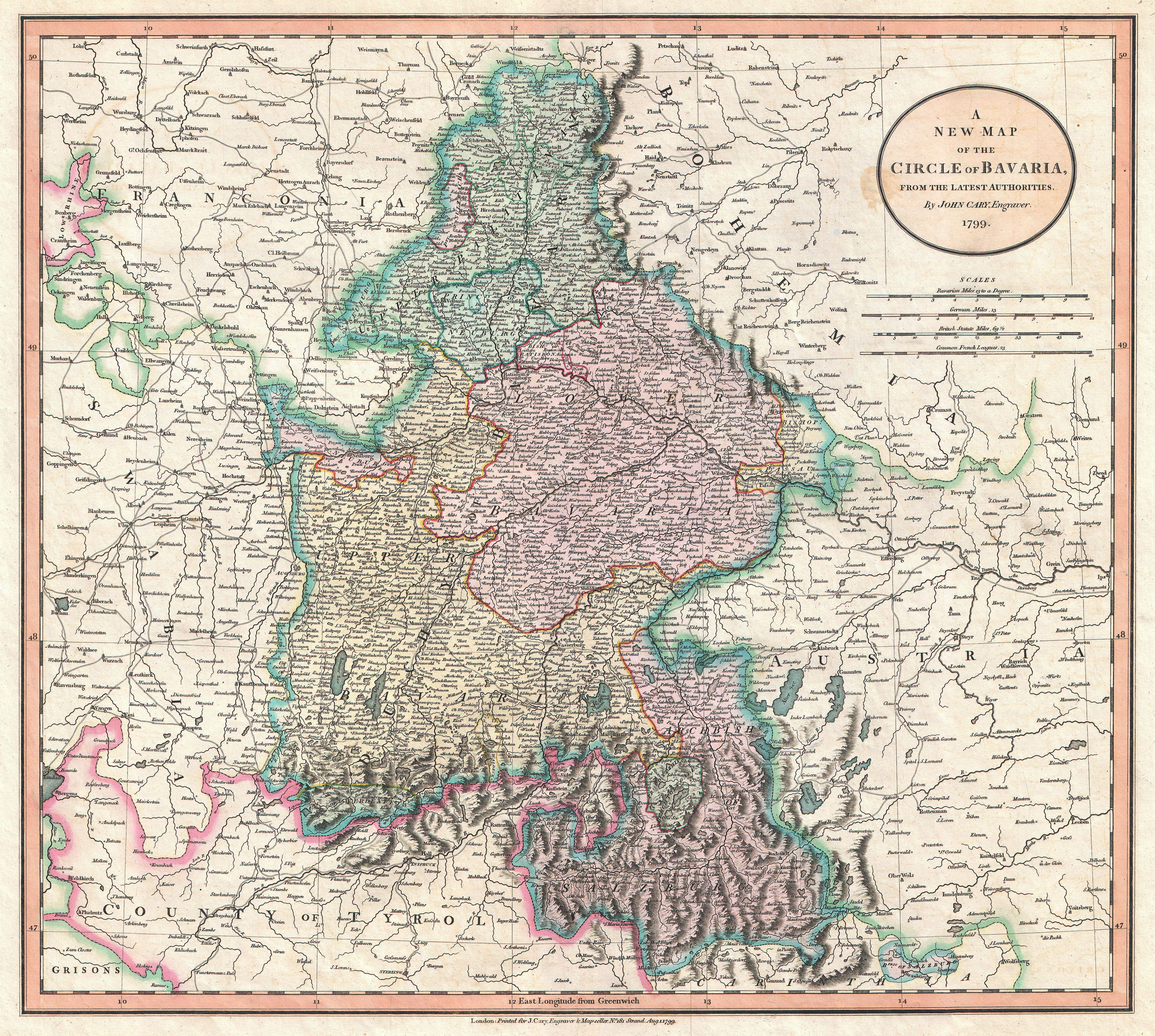
Le duché de Palatinat-Soulzbach (en rose).

En 1505 il est inclus dans le duché de Palatinat-Neubourg. L'Électeur palatin Othon-Henri du Palatinat sans héritier subdivise ses territoires dans un contrat signé à Heidelberg en 1557 avec son cousin Wolfgang de Bavière ce dernier constitue ensuite une partie des territoires susdits comme apanage pour son fils cadet Othon des Deux-Ponts, à qui il cède aussi en 1582 le château de Soulzbach comme résidence officielle.
En 1604, après la mort de Othon, le duché revient à son frère l'ainé des fils survivants de Wolfgang, Philippe Louis de Neubourg, faisant ainsi revenir Soulzbach au duché de Palatinat-Neubourg. À la mort de ce dernier en 1614 le Duché revient de nouveau comme apanage distinct, à un fils de Louis Philippe, Auguste comme prince régnant. Son fils Christian Auguste obtient également en 1656 la régence des domaines du Palatinat-Neubourg.
Le dernier membre de cette lignée est Charles-Théodore qui devient ensuite en 1742 Électeur palatin puis duc de Électeur de Bavière en 1777 Palatinat-Deux-Ponts. Le duché de Palatinat-Soulzbach termine ainsi son existence comme entité autonome et en 1808 il est inclus dans les domaines du Royaume de Bavière.

## Ducs et comtes palatins de Soulzbach
- 1569–1604 Othon
- 1604–1614 Philippe-Louis
- 1614–1632 Auguste
- 1632–1708 Christian-Auguste (à partir de 1656 régent du Palatinat-Neubourg)
- 1708–1732 Théodore-Eustache
- 1700-1729 Joseph Charles
- 1732–1733 Jean-Christian-Joseph
- 1733–1799 Charles-Théodore, règne sur le Palatinat (Charles IV) et en Bavière (Charles II)
- 1799–1808 Maximilien Joseph, Duc et Électeur du Palatinat et de Bavière (Maximilien IV) et enfin roi de Bavière (Maximilien Ier).